# Glicole etilenico
Il glicole etilenico (nome IUPAC 1,2-etandiolo) è il più semplice dei dioli.
A temperatura ambiente si presenta come un liquido trasparente, miscibile con l'acqua, di aspetto sciropposo.

## Storia
Il glicole etilenico fu preparato per la prima volta nel 1859 dal chimico francese Charles Wurtz facendo reagire 1,2-dibromoetano e acetato d'argento, dai quali si ottiene un intermedio che viene successivamente sottoposto a idrolisi. Prodotto in piccole quantità durante la prima guerra mondiale e impiegato come liquido di raffreddamento e intermedio per la produzione di esplosivi, viene prodotto su larga scala a partire dal 1937, quando il suo precursore, l'ossido di etilene, diventa disponibile a prezzi convenienti.
Un primo effetto della sua introduzione fu lo snellimento dei radiatori dei motori degli aerei, in cui fu usato al posto dell'acqua ad alta pressione come liquido di raffreddamento; ciò consentì di ridurne l'ingombro e di modificare sensibilmente il profilo degli aeromobili. La motivazione è che il glicole etilenico ha una temperatura di ebollizione maggiore di 100 °C: ciò permette di alzare la temperatura del liquido refrigerante in ingresso al radiatore aumentando la sua efficienza (quantità di calore scambiato a parità di superficie).

## Produzione
Il glicole etilenico viene prodotto industrialmente a partire da ossido di etilene (a sua volta ottenuto dall'ossidazione parziale dell'etilene), tramite l'addizione di una molecola di acqua:
La reazione di idratazione può essere catalizzata sia da acidi sia da basi, e ad alte temperature avviene anche in condizioni di pH neutro (ovvero per attivazione termica). In ambiente acido o neutro si ottengono le rese maggiori di glicol etilenico, attorno al 95%.
I principali sottoprodotti sono i glicoli dietilenico (ottenuto per addizione di una molecola di glicole etilenico a una di ossido di etilene), trietilenico e tetraetilenico.

## Usi
Impiegato largamente come anticongelante o refrigerante , in soluzione o puro; sono ad esempio soluzioni più o meno concentrate di 1,2-etandiolo i liquidi di raffreddamento dei motori a combustione interna delle auto e di altri mezzi a motore termico non raffreddati ad aria.
I valori del punto di congelamento dell'eutettico composto da acqua e 1,2-etandiolo sono controversi a causa dell'alta viscosità, ma una soluzione acquosa al 56% di 1,2-etandiolo ha un punto di congelamento di -50 °C.
Il glicole etilenico è diventato negli anni anche un importante composto nella produzione di resine e di fibre a base di poliesteri, tra cui il polietilentereftalato (o PET), usato per la produzione di bottiglie trasparenti per uso alimentare. Il PET può anche essere prodotto sotto forma di Dacron, una fibra resistente all'umidità.
Tra gli usi minori rientrano quello nella produzione di condensatori e la sintesi dell'1,4-diossano.
L'elevato punto di ebollizione e l'elevata affinità per l'acqua rendono il glicole etilenico un ottimo agente disidratante nella produzione del gas naturale, dove viene impiegato per rimuovere l'eccesso di vapore acqueo. Il glicole etilenico scende lungo una colonna in cui incontra il flusso ascendente della miscela di idrocarburi e vapore acqueo. Il glicole rimuove il vapore, permettendo di ottenere un gas secco in uscita dalla sommità della colonna.

## Precauzioni
Il glicole etilenico è tossico per ingestione. I primi sintomi di intossicazione sono simili a quelli di un'ubriacatura da etanolo, confusione, difficoltà di parola, cattiva coordinazione dei movimenti; col tempo l'organismo metabolizza il glicole etilenico in acido ossalico; quest'ultimo a sua volta reagisce con gli ioni di calcio presenti nel sangue, depositandosi poi nel cervello e nei reni formando cristalli di ossalato di calcio, causando un blocco renale o la morte. Una dose di circa 30 millilitri può essere letale. I soggetti intossicati con glicole vengono trattati con etanolo, che compete con l'enzima che trasforma il glicole in acido ossalico evitando la formazione di questa sostanza tossica.
Molte volte, per evitare l'avvelenamento accidentale, vengono aggiunte sostanze che ne rendano il gusto amaro. La sostanza più utilizzata è il benzoato di denatonio.
Casi di adulterazioni di prodotti con l'uso più o meno massiccio di glicole etilenico si sono più volte ripetuti nella cronaca (vino, dentifrici). 
Il gusto del glicole etilenico appare dolce alle papille gustative, per questo motivo spesso viene usato per avvelenare gli animali, come i cani, che sentendone il sapore zuccherino continuano a ingerirlo.